# Torwart

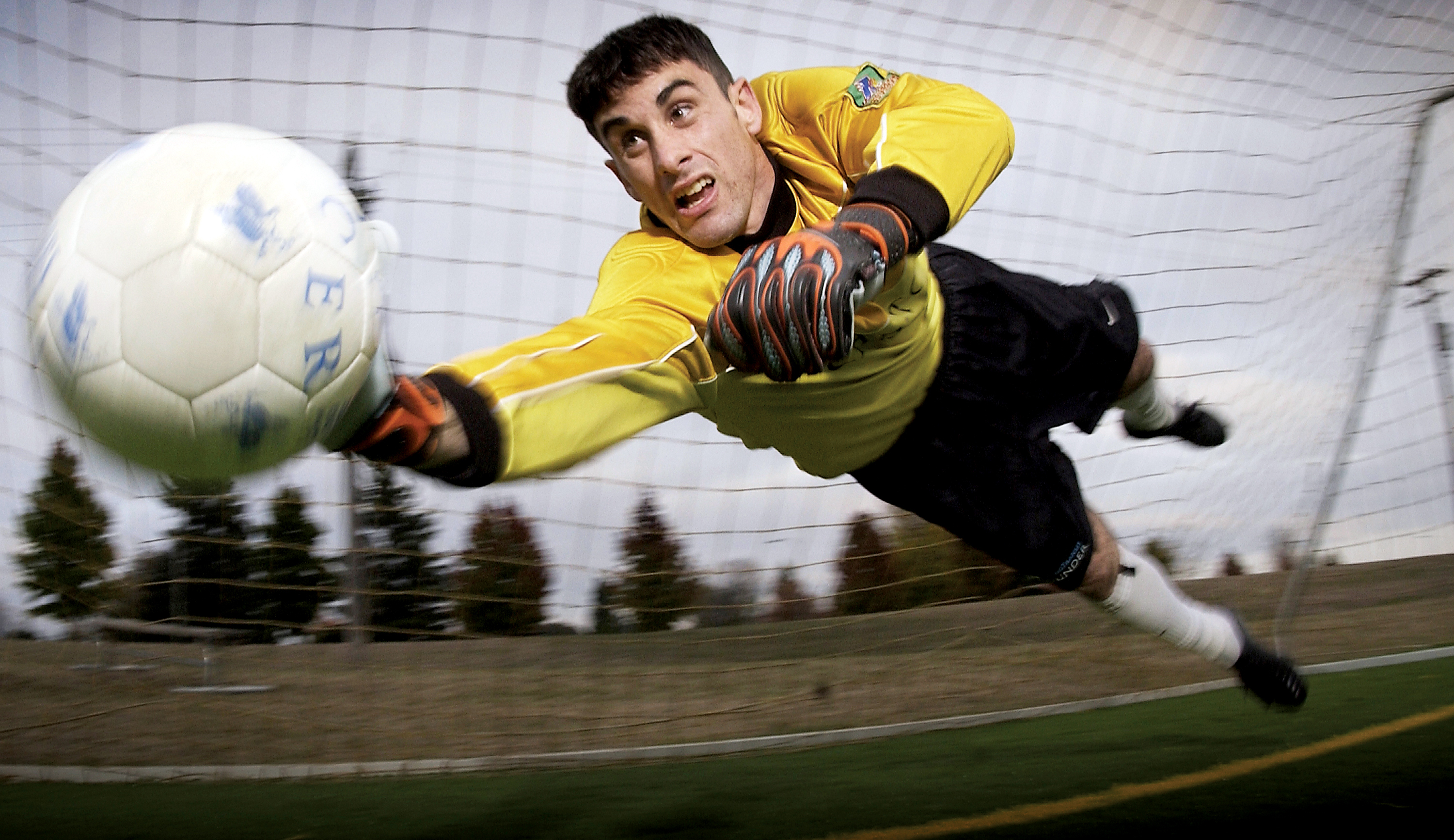
Ein Fußballtorwart (Rich Cullen) beim Versuch, einen Ball abzuwehren.

Der Torwart oder Torhüter (Torwächter, Torsteher, Tormann/-frau oder Torspieler, auch: Schlussmann, Keeper oder Goalie) ist ein Mitspieler in Ballsportarten. Er ist der defensivste Spieler seiner Mannschaft und seine Hauptaufgabe besteht darin zu verhindern, dass das Spielgerät (beispielsweise ein Ball) ins Tor der eigenen Mannschaft gelangt.

## Allgemeines
Torwarte haben in den meisten Sportarten Sonderrechte gegenüber anderen Spielern. Beim Fußball z. B. darf der Torwart im Strafraum die Hand benutzen. Außerdem trägt der Torwart in der Regel eine spezielle Kleidung und Ausrüstung, die ihn optisch von den anderen Spielern unterscheidet, bestimmte Schutzfunktionen erfüllt (etwa die Torwartmaske und die Torwartschienen beim Eishockey) und ihn in seiner speziellen Aufgabe unterstützt (z. B. erhöhte Fangsicherheit und Aufpralldämpfung durch spezielle Torwarthandschuhe).

## Fußball

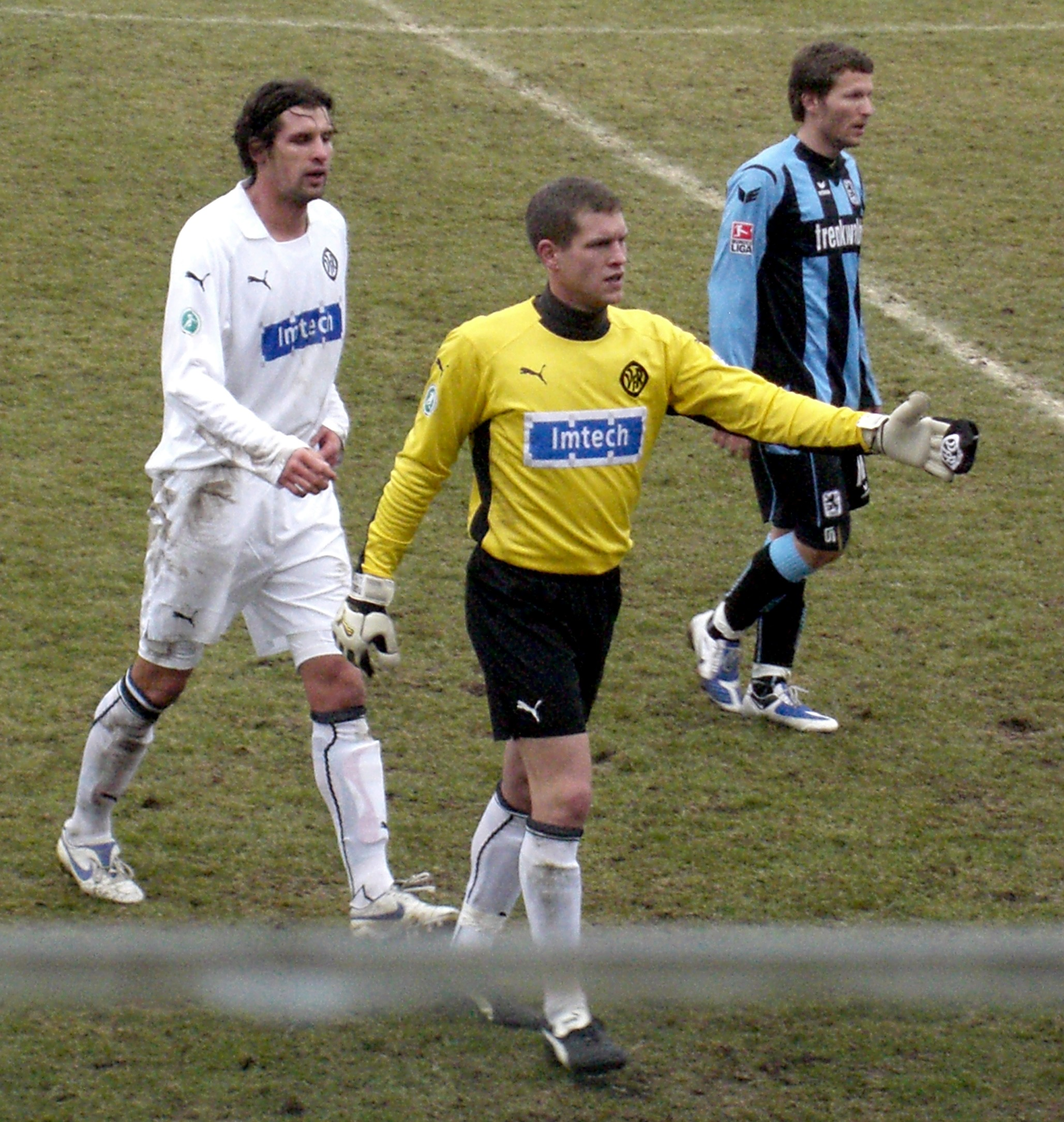
Die Kleidung des Torwarts unterscheidet sich von derjenigen der Feldspieler.

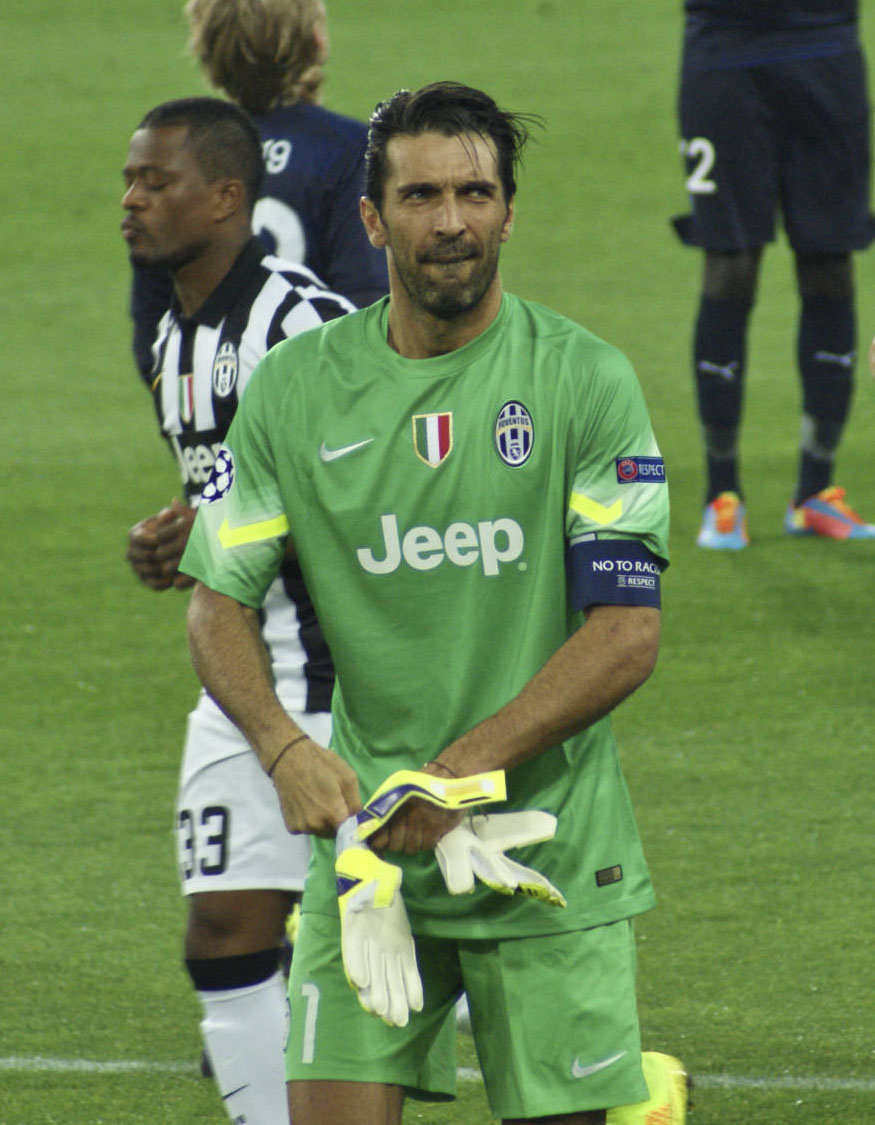
Gianluigi Buffon wurde als erster Spieler viermal Welttorhüter des Jahres (2003, 2004, 2006 und 2007).

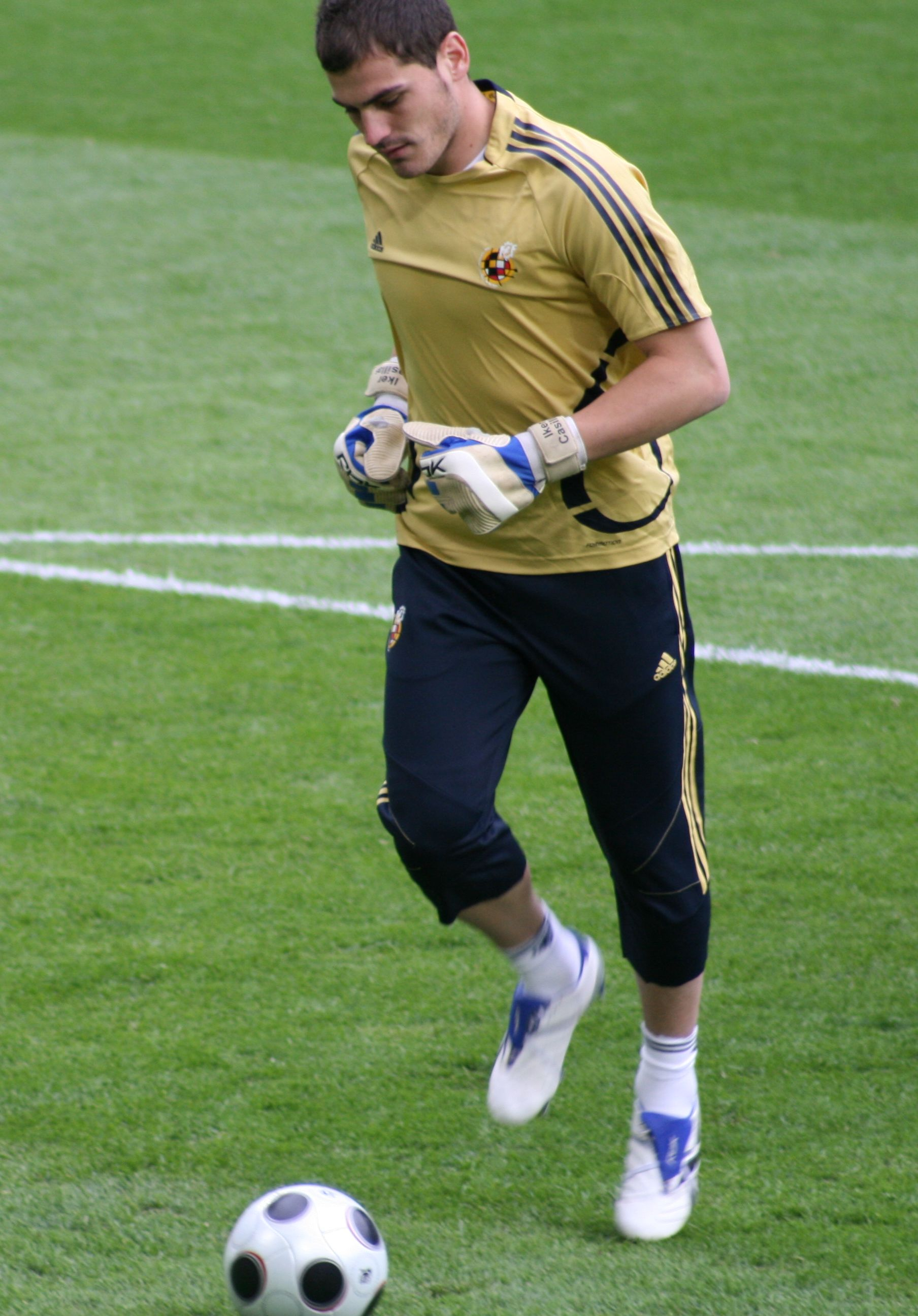
Iker Casillas wurde als Erster fünfmal nacheinander Welttorhüter (2008 bis 2012).

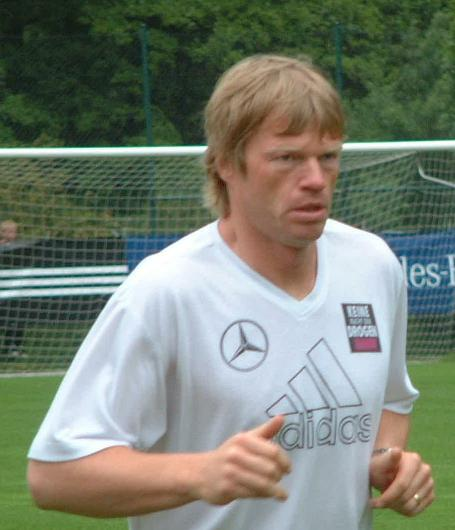
Oliver Kahn wurde dreimal Welttorhüter (1999, 2001 und 2002).

### Besondere Regeln
Der Torwart unterscheidet sich in seiner Spielkleidung optisch von allen anderen Akteuren auf dem Feld.
Er darf den Ball im eigenen Strafraum bewusst auch mit der Hand spielen.
Nach der Rückpassregel darf der Torhüter einen Ball nicht in die Hand nehmen, der von einem Mitspieler absichtlich mit dem Fuß zu ihm zurückgespielt wurde. Die Zeit, nach der der Torwart einen aufgenommenen Ball wieder abspielen muss, beträgt maximal sechs Sekunden. Macht er dies nicht, erhält die gegnerische Mannschaft einen indirekten Freistoß an der Stelle, wo der Torhüter den Ball mehr als sechs Sekunden festhielt.
Beim Strafstoß muss der Torwart mit einem Fuß auf der Linie bleiben, bis der Schütze den Ball berührt hat. Bis zum Sommer 2019 musste er mit beiden Füßen auf der Linie sein.
Die Regeln für Torhüter wurden mehrfach geändert, um das Spiel zu beschleunigen. Dies betrifft die Einführung der Rückpassregel und das Verhalten beim Strafstoß. Früher führte die Regel, dass er sich beim Strafstoß nicht bewegen durfte, immer wieder zu Diskussionen, wenn der Torhüter den Ball anschließend gehalten hatte und der Schiedsrichter (oder sein Assistent) die vorzeitige Bewegung nicht geahndet hatte.
Der Torhüter ist der einzige Spieler, für den das Spiel zur Behandlung einer Verletzung immer so lange unterbrochen wird, bis er wieder einsetzbar ist oder ein Ersatzmann eingewechselt wurde. Wird ein Torhüter des Feldes verwiesen oder so schwer verletzt, dass er nicht mehr weiterspielen kann, und ist das Auswechselkontingent erschöpft, übernimmt ein Feldspieler seine Funktion. Für diesen gelten fortan die Torwartregeln.

### Geschichte und Besonderheiten
Bis 1871 galt es als üblich, dass stets der Erschöpfteste ins Tor ging, also wurde immer wieder gewechselt. Heute ist dies im Freizeitfußball der fliegende Torhüter, der auch auf anderen Positionen spielt. Im Profifußball ist dies zwar regelkonform, aber wegen der Spezialisierung des Torwarts auf seiner Position nicht üblich. Torhüter werden im Gegensatz zu den anderen Spielern selten ausgetauscht. In der Regel tragen Stammtorhüter die Rückennummer 1.
Manche Torhüter gingen in ihrer Spielweise über das reine Verhindern von Gegentoren hinaus. So galt Petar Radenković als bekannt dafür, oft den eigenen Strafraum zu verlassen, José Luis Chilavert aus Paraguay führte regelmäßig die Freistöße seiner Mannschaften aus und schoss auch Strafstöße, wobei ihm über 60 Tore gelangen. Rogério Ceni, der in seiner Karriere für den FC São Paulo 1256 Spiele bestritten hat, war ebenfalls ein ausgezeichneter Freistoß- und Elfmeterschütze und erzielte damit 131 Tore. In der deutschen Bundesliga war Hans Jörg Butt regelmäßiger Elfmeterschütze. Am 30. Mai 2006 erzielte der kolumbianische Torwart Neco Martínez in der 63. Minute des WM-Testspiels Polen gegen Kolumbien einen Treffer per Abschlag aus rund 90 Metern: Sein polnisches Gegenüber Tomasz Kuszczak ließ den Ball, der kurz vor der Strafraumgrenze aufsetzte und dann im Bogen über ihn flog, ins Netz fliegen. Ein ähnliches Tor gelang auch Rein van Duijnhoven, als er bei Maastricht spielte. Auch René Higuita, ein weiterer Nationaltorwart Kolumbiens, galt als extravagant in der Spielweise. Der mexikanische Torhüter Jorge Campos tauschte ab und zu seine selbst entworfenen Torwarttrikots gegen diejenigen von Feldspielern ein und spielte im Angriff seines Vereins und der Nationalmannschaft.
In Spielen mit einem knappen Spielstand kurz vor Schluss kommt es vor, dass der Torwart der zurückliegenden Mannschaft in den letzten Spielminuten bei Standardsituationen als zusätzlicher Stürmer mit in den gegnerischen Strafraum geht. In der Bundesliga gelangen Jens Lehmann, Frank Rost, Marwin Hitz und – in der zweiten Bundesliga – Philipp Tschauner und Martin Männel auf diese Weise Tore in den Schlussminuten. In der Serie A kam es 1999 zum Tor von Massimo Taibi, es bleibt sein einziges Tor.
Nachdem in den 1970er-Jahren das Elfmeterschießen den Losentscheid abgelöst hatte, erhielten die Torleute in vielen wichtigen Spielen eine weitere bedeutende Rolle. Manche Mannschaften bauten auf den Fähigkeiten ihres Torwarts sogar ihre Strategie auf, so z. B. Argentinien bei der WM 1990. Bei Weltmeisterschaften wurden die meisten Elfmeter im Elfmeterschießen von Toni Schumacher (Deutschland, 1982/1986) und Sergio Goycochea (Argentinien, 1990) gehalten. Beide konnten jeweils vier Elfmeter abwehren. Im Viertelfinale der WM 2006, Portugal gegen England, hielt Ricardo als erster Torhüter bei einer WM drei Elfmeter in einem Elfmeterschießen.
Unsichere Torhüter, die Probleme beim Fangen von Bällen haben, werden im Sportjargon hingegen als „Fliegenfänger“ bezeichnet.

### Herausragende Torhüter
Viele Torhüter gehör(t)en zu den Rekordnationalspielern ihres Landes. Unter anderem in Australien (Mark Schwarzer), Chile (Claudio Bravo, abgelöst nach Verletzungspause von Alexis Sánchez), Dänemark (Peter Schmeichel), England (Peter Shilton), Gabun (Didier Ovono), Italien (Gianluigi Buffon), Jordanien (Amer Shafi), Kuba (Odelin Molina Hernández, abgelöst von Yenier Márquez), Liechtenstein (Peter Jehle), Niederlande (Edwin van der Sar, abgelöst von Wesley Sneijder), Nordirland (Pat Jennings, abgelöst von Steven Davis), Sambia (Kennedy Mweene), Schweden (Thomas Ravelli, abgelöst von Anders Svensson), Spanien (Iker Casillas, abgelöst von Sergio Ramos), Tschechien (Petr Čech), der Türkei (Rüştü Reçber) und Ungarn (Gábor Király, nun zusammen mit Balázs Dzsudzsák) sind oder waren Torhüter die Rekordhalter (Stand Juni 2021). Welt-Rekordtorhüter bei den Männern ist Mohammad ad-Daʿayyaʿ, Torhüter von Saudi-Arabien mit 173 bzw. 178 offiziell anerkannten Länderspielen. Bei den Frauen ist die Schottin Gemma Fay mit 203 Länderspielen Rekordhalterin, dicht gefolgt von der US-Amerikanerin Hope Solo, die nach 202 Länderspielen nicht mehr berücksichtigt wurde.
Der erfolgreichste Torhüter in Bezug auf WM-Titel ist Gilmar, er wurde mit Brasilien 1958 und 1962 Weltmeister. Zweimal im WM-Endspiel standen ferner Fabien Barthez / Frankreich (1998 und 2006, ein Sieg), Cláudio Taffarel / Brasilien (1994 und 1998, ein Sieg), Harald „Toni“ Schumacher/Deutschland (1982 und 1986, kein Sieg) und Jan Jongbloed / Niederlande (1974 und 1978, kein Sieg). Mit 23 Jahren ist Bodo Illgner / Deutschland der jüngste Weltmeistertorhüter (1990) aller Zeiten.
Der erste Torwart, der bei Weltmeisterschaften in zehn Spielen kein Gegentor kassierte, war Peter Shilton / England (zwischen 1982 und 1990), einen EM- oder WM-Titel konnte er aber nie erringen. Bei der WM 2006 stellte Fabien Barthez diesen Rekord ein. Bei der WM 2006 kassierte der Schweizer Pascal Zuberbühler als einziger WM-Torwart, der während der gesamten Turnier-Spielzeit seiner Elf auf dem Rasen stand, außer beim Elfmeterschießen kein einziges Gegentor. Nadine Angerer, Torhüterin der deutschen Frauen-Nationalmannschaft, überstand die Frauen-WM 2007 in China, ohne ein Gegentor kassiert zu haben. Dabei hielt sie unter anderem im Finale einen Elfmeter.
Acht Torhüter und Torhüterinnen wurden sowohl Welt- als auch Europameister: Dino Zoff / Italien (EM 1968, WM 1982), Sepp Maier (EM 1972, WM 1974), Andreas Köpke (WM 1990 (ohne Einsatz), EM 1996), Fabien Barthez (WM 1998, EM 2000) und Iker Casillas (WM 2010/ EM 2008 und 2012) sowie Silke Rottenberg (WM 2003/EM 1997, 2001 und 2005), Nadine Angerer (WM 2003 und 2007/EM 1997, 2001, 2005, 2009 und 2013) und Bente Nordby (EM 1993 und WM 1995) bei den Frauen. Letztere wurde zudem 2000 Olympiasiegerin. Briana Scurry (USA) konnte ebenfalls Weltmeisterin (1999) und Olympiasiegerin (1996 und 2004) werden. Vier Torhüter wurden sowohl Weltmeister als auch Südamerikameister: Enrique Ballestrero wurde 1930 Weltmeister und Sieger bei der Campeonato Sudamericano 1935, Cláudio Taffarel wurde 1994 Weltmeister und 1997 Südamerikameister, Dida wurde 1999 Südamerikameister und stand 2002 im Kader von Brasilien, wurde aber nicht eingesetzt. Aníbal Paz wurde 1942 Südamerikameister und stand 1950 im Kader von Uruguay, wurde aber nur im Spiel gegen Schweden eingesetzt, im Finale stand Roque Máspoli im Tor.
Der einzige Torhüter, der bisher Europas Fußballer des Jahres wurde, ist Lew Jaschin / UdSSR; Mark Bosnich / Australien wurde 1997 Ozeaniens Fußballer des Jahres, José Luis Chilavert / Paraguay 1996 Südamerikas Fußballer des Jahres und Thomas N’Kono / Kamerun 1979 sowie 1982 Afrikas Fußballer des Jahres. In Deutschland und anderen Ländern wurden Torhüter mehrmals zum Fußballer des Jahres gewählt, am häufigsten der Este Mart Poom (6×). Oliver Kahn ist der einzige Torwart, der bei einer WM als bester Spieler ausgezeichnet wurde. 2002 bekam er nach dem Turnier die Auszeichnungen sowohl als bester Spieler als auch als bester Torhüter. Gianluigi Donnarumma wurde bei der Fußball-Europameisterschaft 2021 als erster Torhüter als bester Spieler einer EM-Endrunde ausgezeichnet. Torhüterin Nadine Angerer wurde 2013 bei der erstmals durchgeführten Wahl zur besten Spielerin in Europa der UEFA und zudem als erste Torhüterin zur Weltfußballerin des Jahres gewählt.
- Argentinien (Wahl seit 1970): José Luis Chilavert/Paraguay (1996), Ubaldo Fillol (1977), Sergio Goycochea (1990)
- Belarus (Wahl seit 1983): Yuriy Kurbyko (1991), Gennadiy Tumilovich (2001), Juri Schewnow (2010), Aljaksandar Hutar (2011)
- Belgien (Wahl seit 1954): Fernand Boone (1967), Jean Nicolay (1963), Jean-Marie Pfaff (1978), Christian Piot (1972), Michel Preud’homme (1987 und 1989)
- Brasilien (Wahl seit 1973): Valdir Peres (1975), Cláudio Taffarel (1988)
- Bulgarien (Wahl seit 1961): Georgi Najdenow (1961), Simeon Simeonow (1968), Rumen Goranow (1978), Plamen Nikolow (1984), Borislaw Michajlow (1986), Nikolaj Michajlow (2011), Wladislaw Stojanow (2014)
- Chile (Wahl seit 1991): Mario Osbén (1991), Marcelo Ramírez (1998), Sergio Vargas (2000), Claudio Bravo (2009 und 2015), Cristopher Toselli (2013)
- CSSR (Wahl von 1965 bis 1992): Ivo Viktor (1968, 1972, 1973, 1975 und 1976)
- Dänemark (Wahl seit 1963): Peter Schmeichel (1990, 1993 und 1999), Kasper Schmeichel (2016, 2019 und 2020) und Heidi Johansen bei den Frauen (2002)
- Deutschland (Wahl seit 1960): Hans Tilkowski (1965), Josef „Sepp“ Maier (1975, 1977 und 1978), Harald „Toni“ Schumacher (1984 und 1986), Andreas Köpke (1993), Oliver Kahn (2000 und 2001), Manuel Neuer (2011 und 2014) sowie Silke Rottenberg (1998) bei den Frauen (Wahl seit 1996).
- DDR (Wahl von 1963 bis 1991): Jürgen Croy (1972, 1976 und 1978), Hans-Ulrich Grapenthin (1980 und 1981), René Müller (1986 und 1987), Horst Weigang (1965),
- England (Wahl seit 1948): Gordon Banks (1972), Pat Jennings / Nordirland (1973), Bert Trautmann / Deutschland (1956)
- Estland (Wahl seit 1999): Mart Poom (1993, 1994, 1997, 1998, 2000 und 2003)
- Finnland (Wahl seit 1947, Position einiger gewählter unbekannt): Olli Huttunen (1982 und 1984), Antti Niemi (2004), Jussi Jääskeläinen (2007), Lukas Hradecky (2016, 2017, 2018 und 2020) sowie Satu Kunnas (2005) und Tinja-Riikka Korpela (2013, 2014, 2015 und 2016) bei den Frauen
- Frankreich (Wahl seit 1963): Bernard Lama (1994)
- Israel (Wahl seit 1965): Yitzchak Vissoker (1980), Avi Ran (1986), Shavit Elimeleh (2000), Nir Davidovich (2004), Vincent Enyeama / Nigeria (2009)
- Island Þóra Björg Helgadóttir (2009, 2012) bei den Frauen
- Italien (Wahl seit 1975/76): Sébastien Frey / Frankreich (1999/00), Gianluca Pagliuca (2004/05) und Angelo Peruzzi (beide 1996/97), Walter Zenga (1986/87), Gianluigi Buffon (2017)
- Jugoslawien (Wahl von 1972 bis 1991): Enver Marić (1973)
- Kroatien (Wahl seit 1991): Stipe Pletikosa (2002)
- Lettland (Wahl seit 1995): Aleksandrs Koļinko (2006, 2014), Andris Vaņins (2008, 2013, 2015–2017), Pāvels Šteinbors (2019, 2020)
- Liechtenstein: Peter Jehle (2014, 2016)
- Litauen (Wahl seit 1985): Valdemaras Martinkenas (1989 und 1992), Gintaras Staučė (1995 und 1996), Žydrūnas Karčemarskas (2011, 2012), Giedrius Arlauskis (2014)
- Malta (Wahl seit 1955): Freddie Debono (1973), Mario Muscat (1998), Ernest Barry (2000)
- Österreich (Wahl seit 1946): Walter Zeman (1951, 1952, 1953), Herbert Feurer (1980, 1981), Otto Konrad (1993, 1994), Michael Konsel (1987, 1995)
- Paraguay (Wahl seit 1997): Justo Villar (2004)
- Polen (Wahl seit 2001): Jerzy Dudek (2001), Łukasz Fabiański (2018)
- Portugal (Wahl seit 1970): Vítor Baía (1989 und 1991), Manuel Bento (1977)
- Rumänien (Wahl seit 1966): Silviu Lung (1984), Helmuth Duckadam (1986), Ciprian Tătărușanu (2015), Ionuț Radu (2019)
- Russland (Wahl seit 1991): Ruslan Nigmatullin (2001), Igor Akinfejew (2013)
- Schottland (Wahl seit 1965): Andy Goram (1993), Craig Gordon (2006, 2015)
- Schweden (Wahl seit 1946): Ronnie Hellström (1971 und 1978), Thomas Ravelli (1981), Hedvig Lindahl (Frauen 2015 und 2016)
- Schweiz (Wahl seit 1973, der Credit Suisse seit 1998): Jörg Stiel (2003), Diego Benaglio (2009, 2013), Yann Sommer (2016, 2018) sowie Kathrin Lehmann (1999), Marisa Brunner (2005, 2007) bei den Frauen
- Spanien (Wahl seit 1976): Andoni Zubizarreta (1987)
- Südkorea (Wahl seit 1983): Lee Woon-jae (2008)
- Tschechien (Wahl seit 1994): Petr Čech (2005, 2008, 2009, 2010, 2011, 2012, 2013, 2015 und 2016)
- UdSSR (Wahl von 1964 bis 1991): Rinat Dassajew (1982), Jewgeni Rudakow (1971)
- Ungarn (Wahl seit 1998): Gábor Király (1998 bis 2001, 2015), Péter Gulácsi (2018, 2019, 2020)
- USA (Wahl seit 1984): Kasey Keller (1997, 1999 und 2005), Brad Friedel (2002), Tim Howard (2008, 2014), Zack Steffen (2018), Hope Solo (Frauen, 2009)

Die einzigartige Rolle der Torhüter bringt es mit sich, dass es eine Vielzahl von Spielern auf dieser Position gibt, die auf besonders lange Karrieren im Verein wie in der Nationalelf zurückblicken können. Stellvertretend für diese seien hier nur wenige weitere Goalies aus verschiedenen Epochen genannt:
- Aus dem deutschsprachigen Raum: Karl Elsener, Rudolf Hiden, Hans Jakob, Bodo Rudwaleit, Heinrich Stuhlfauth, Toni Turek
- Andere Europäer: Gianluigi Buffon, Vladimir Beara, Petr Čech, Pierre Chayriguès, Harry Gregg, Gyula Grosics, Gábor Király, Jean-Marie Pfaff, Bente Nordby (bis 2014 Europäische Rekord-Torhüterin), Peter Schmeichel, Peter Shilton, Francesco Toldo, Jan Tomaszewski, Ricardo Zamora, Dino Zoff
- Von anderen Kontinenten: Joseph-Antoine Bell, Lee Chang-myung, Dida, Bruce Grobbelaar, Thomas N’Kono, Briana Scurry (bis 2014 Torhüterin mit den meisten Länderspielen)

## Weitere Sportarten, in denen es Torhüter gibt

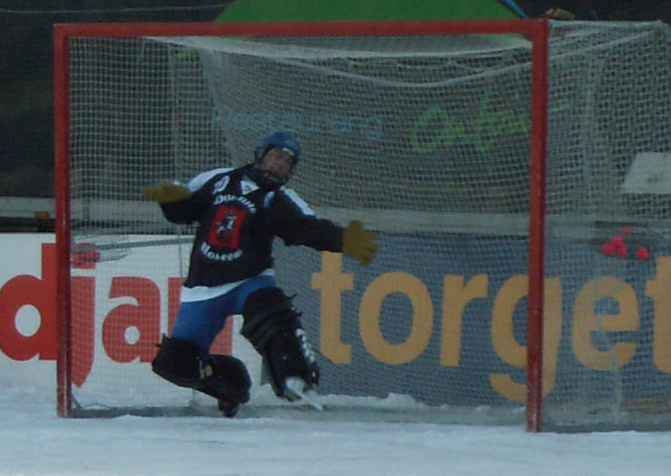
Bandy

Hockey-Parade bei Strafecke

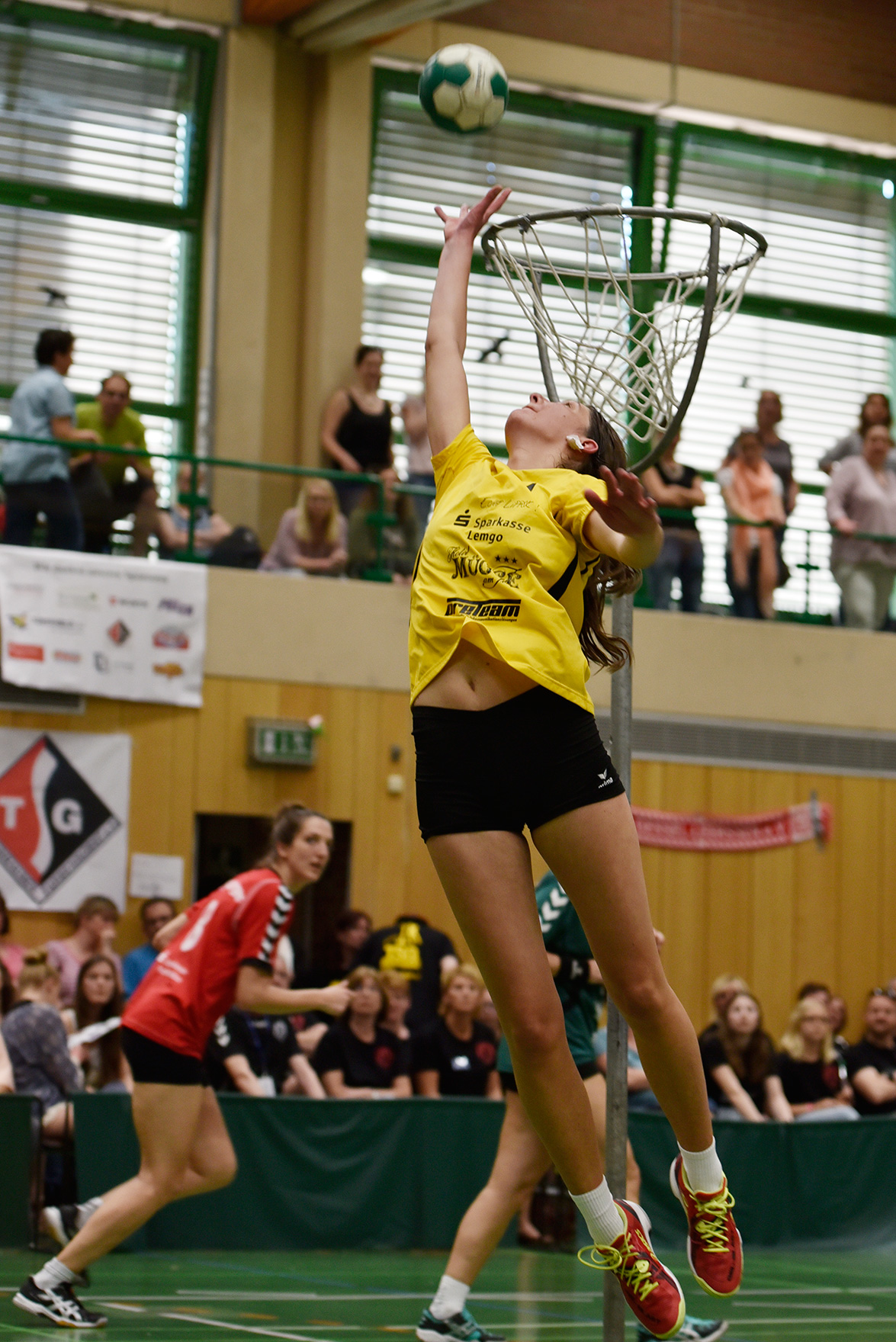
Im Korbball ist es einer Korbhüterin erlaubt, den Ball unmittelbar vor dem Eintritt in den Korb abzufangen.

- Bandy

Bei dieser Vorgängersportart des modernen Eishockeys besitzt der Torhüter keinen Schläger, sondern versucht, den Ball mit seinen Händen oder dem Körper abzuwehren bzw. zu fangen.
- Beachhandball

Hier kann die angreifende Mannschaft den Torhüter durch einen vierten Feldspieler ersetzen oder der Torhüter selbst im Angriff mitspielen.
- Einradhockey

Hier hat der Torwart keine besonderen Rechte.
- Futsal
- Gaelic Football
- Hockey

Der Torhüter trägt ähnlich wie beim Eishockey eine spezielle Schutzkleidung. Nur der Torwart darf den Ball innerhalb des eigenen Schusskreises außer mit der flachen Schlägerseite auch mit dem Körper berühren. Er darf aber den Ball nicht mit seinem Körper bedecken oder gar versuchen den Ball zu fangen. Daher ist der Handschuh auf der Nicht-Schlägerseite flach ausgebildet. Des Weiteren darf er nur Torschüsse ins Toraus ablenken. Es ist ihm wie anderen Spielern auch nicht gestattet den Ball aktiv ins Toraus zu spielen. Bei einer Strafecke muss auch der Torwart hinter der Linie stehen.
Bekannte Torhüter:
- Peter Kraus (Olympiasieger 1972)
- Christian Schulte (einziger Torhüter ohne Gegentreffer in einem Endspiel um die deutsche Hallenmeisterschaft)
- Ulrich Bubolz (Weltmeister 2006)
- Max Weinhold (Olympiasieger 2008 und 2012)

- Hurling
- Inline-Skaterhockey

wie Eishockey
- Inlinehockey

wie Eishockey
- Kanupolo

Hier wird mit fliegendem Torwart gespielt. Der Torwart darf nicht angegriffen werden, wenn er sich mit dem Heck seines Bootes unter dem Tor befindet und eindeutig als Torwart zu identifizieren ist.
- Korbball

Die Korbhüterin ist die einzige Spielerin, die den Korbkreis der eigenen Mannschaft – ein im Radius von 3 m um den Korbständer gezogener Teilkreis – betreten darf. Da es, anders als zum Beispiel im Basketball, keine Goaltending-Regel gibt, ist es der Korbhüterin gestattet, den Ball unmittelbar vor dem Eintritt in den Korb abzufangen oder wegzuschlagen. Die Körpergröße von Korbhüterinnen unterliegt einem strengen Reglement und darf 180 cm nicht überschreiten. Korbhüterinnen werden üblicherweise auch ins Angriffsspiel miteinbezogen. Anders als bei dem in Deutschland gespielten Korbball gibt es bei der schweizerischen Variante keine Korbhüter.
- Lacrosse

Bei dieser Ballsportart wird der Torwart von einem Kreis, in den kein gegnerischer Spieler treten darf, beschützt. Der Torwart trägt einen Schläger zwischen 1,00 m und 1,80 m. Dieser hat aber im Vergleich zu üblichen Lacrosse-Schlägern einen deutlich breiteren Schlägerkopf, um den Ball besser abwehren zu können, der bis zu 160 km/h erreichen kann.
- Motoball

Der Torwart sitzt nicht wie die Feldspieler auf einem Motorrad, trägt aber auch einen Helm. Das Tor entspricht dem im Fußball. Der Torhüter ist geschützt durch einen Torraum, einem Halbkreis mit 5,75 m Radius. Er darf diesen nicht verlassen und die Feldspieler dürfen ihn nicht befahren.
- Radball

Während beim 2er-Radball der Torhüter fliegend wechselt und nur dem Spieler im Tor das Halten der Torschüsse mit den Händen erlaubt ist, gibt es im 5er-Radball einen festen Torhüter, der besonders gekennzeichnet ist und der als einziger Spieler im eigenen Strafraum den Ball mit der Hand spielen darf.
- Shinty
- Unihockey

Bei dieser Sportart sitzt der Torwart kniend vor einem eishockeygroßen Tor und hat im Gegensatz zu den Feldspielern keinen Schläger. Er darf den Ball innerhalb und außerhalb (sofern ein Körperteil den Torraum noch berührt) des Torraumes auf jede Art annehmen.
- Wasserball

Der Torhüter muss stets in seiner eigenen Spielfeldhälfte bleiben. Er ist der einzige, der im 5-Meter-Raum den Ball mit beiden Händen spielen und sich auch ohne Ball im 2-Meter-Raum aufhalten darf. Zur Unterscheidung von den Mitspielern trägt er eine rote Kappe.
Bekannte Torhüter:
- Erich Rademacher (Silbermedaille bei den Olympischen Spielen 1932)
- Jesús Miguel Rollán (Weltmeister 1998 und 2001, Olympiasieger 1996 mit Spanien, gilt als einer der besten Torhüter aller Zeiten)
- Denis Šefik (Weltmeister 2005 mit Serbien-Montenegro)

## Sportarten mit Toren, aber ohne Torhüter
American Football, Basketball, der in der Schweiz gespielte Korbball, Polo, Radball (2er) und Rugby zählen zu den Sportarten, bei denen es zwar Tore bzw. Körbe, aber keine speziellen Torhüter gibt.